# 芒特多拉 (新墨西哥州)
芒特多拉（英語：Mount Dora）是位於美國新墨西哥州尤寧縣的非建制地區。

## 歷史
芒特多拉的郵局自1908年營運至今。

## 地理
芒特多拉所處的海拔為高於海平面1742米（即5715英呎），而該地所採用的時區為UTC-7，即北美山地时区（MST）。同時該地設有夏令時間，為UTC-7調快一小時，即UTC-6（MDT）。